# Dangé-Saint-Romain
Dangé-Saint-Romain – miejscowość i gmina we Francji, w regionie Nowa Akwitania, w departamencie Vienne.
Według danych na rok 1990 gminę zamieszkiwało 3 150 osób, a gęstość zaludnienia wynosiła 90 osób/km² (wśród 1467 gmin regionu Poitou-Charentes, Dangé-Saint-Romain plasuje się na 67. miejscu pod względem liczby ludności, natomiast pod względem powierzchni na miejscu 110.).

## Współpraca
Miejscowości partnerskie:
- Koubri, Burkina Faso
- Mamer, Luksemburg